# Знаменская церковь (Тазово)
Храм иконы Божией Матери «Знаме́ние» — православный храм в селе Тазово Золотухинского района Курской области.

## История
Храм возведён в 1850 году на основе образцового проекта К. А. Тона, освящен в честь иконы Божией Матери «Знамение».
В начале XX века при храме числилось 39 десятин земли, вместе с усадьбой и пахотной. На церковной усадьбе были располагались дом священника, церковная сторожка, каменная колокольня и деревянная кузница. При храме находился староста из зажиточных крестьян, жертвовавший на содержание прихода собственные сбережения. В это же время в храме по решению прихожан была написана фреска, изображавшая Льва Толстого сгорающим в геенне огненной.
В 1937 году после ареста настоятеля храма отца Фёдора постройки церкви были разрушены, фрески храма изуродованы, а колокола сброшены на землю и расколоты. Сам храм стал использоваться в качестве зернохранилища.
Богослужения были возобновлены в 1942 году и с этого времени больше не прекращались. Восстановление храма проведено за счёт сил и средств прихожан и благотворителей.

## Архитектура храма
Кирпичный храм под восьмигранным барабаном с луковичным куполом выполнен в русско-византийском стиле, имеет боковые приделы (в честь Святителя Николая и Преподобного Серафима Саровского) и шатровую колокольню.

## Прочие сведения
В городе Курске находится подобный храму иконы Божией Матери «Знамение» села Тазово храм Успения Божией Матери и великомученика Никиты, построенный по тому же типовому проекту Константина Тона, но с одним приделом.

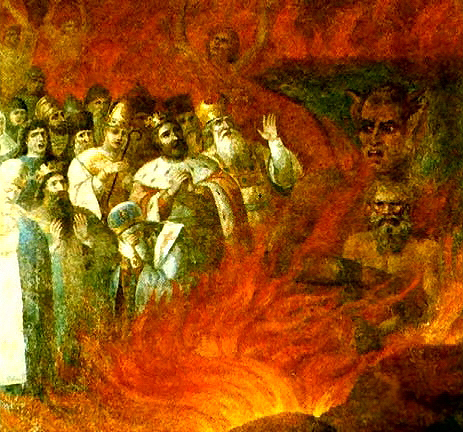
Фрагмент стенной росписи «Лев Толстой в аду» (1883)
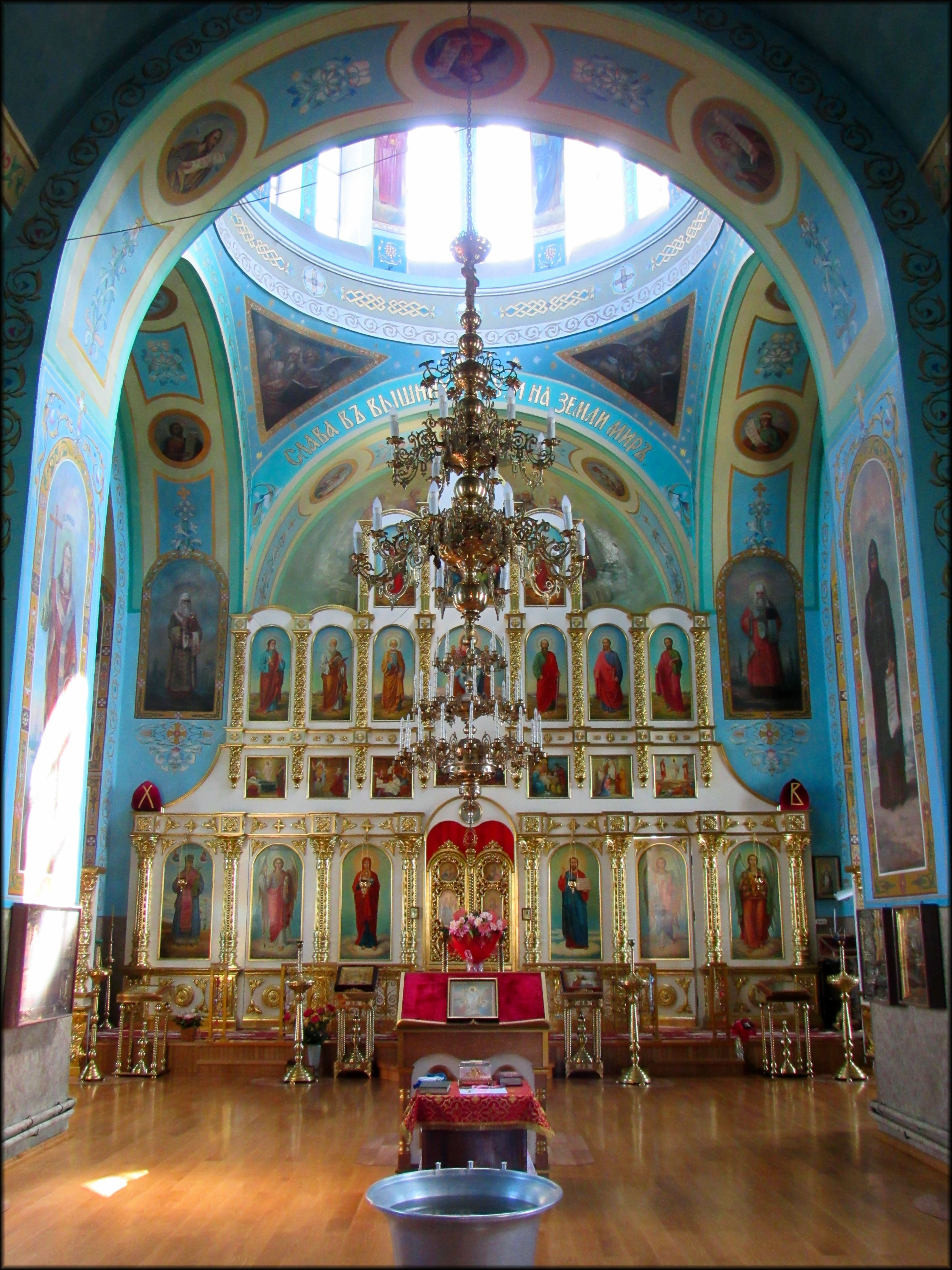
Современный интерьер
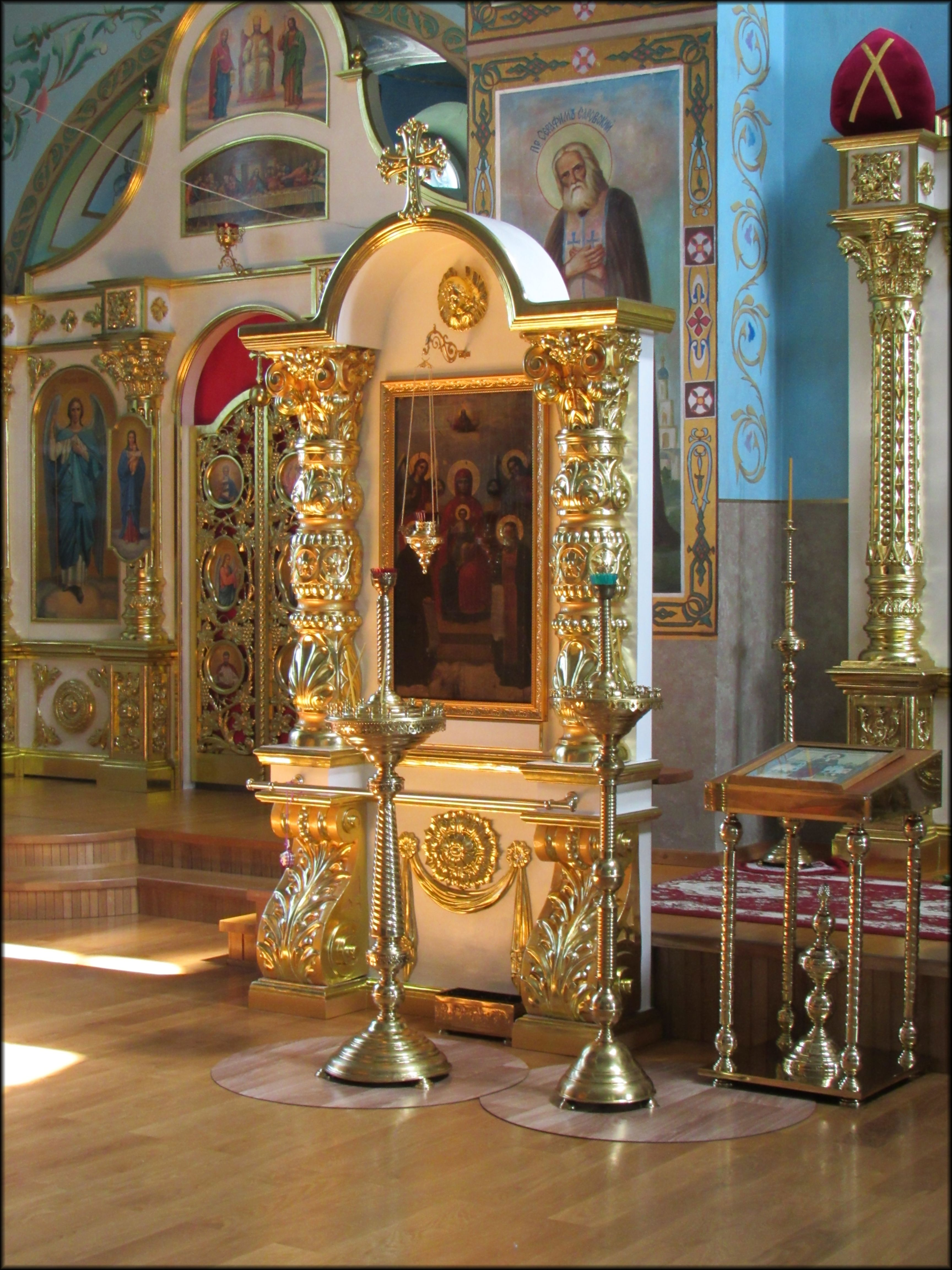
Современный интерьер